# Pinoso
Pinoso (hiszp. wym. [piˈno.so]), el Pinós (kat. wym. [el piˈnos]) – gmina w Hiszpanii, w walenckiej prowincji Alicante.
Powierzchnia znajdującej się w granicach comarki Vinalopó Medio gminy wynosi 126,48 km². W 2018 gminę zamieszkiwało 7845 mieszkańców.